# فانيل تسيرا
فانيل تيرا (بالإنجليزية: Fănel Țîră) (ولد في 8 يونيو 1966) هو لاعب كرة قدم روماني سابق ومدرب كرة قدم. وهو والد كاتالين تيرا.